# Негрелли, Алоис
Алоис Негрелли (нем. Alois Negrelli von Moldelbe; 23 января 1799, Фьера-ди-Примьеро, Тренто, Тироль – 1 октября 1858, Вена, Австрийская империя) — австрийский инженер-строитель, архитектор, пионер в строительстве железных дорог и мостов в Австрии, Швейцарии и Италии. Планировщик Суэцкого канала, построенного под руководством Фердинанда де Лессепса.

## Биография
Алоис Негрелли родился седьмым из десяти детей италоязычного отца и немецкоязычной матери в Фьера-ди-Примьеро в Доломитах. Деревня расположена в Трентино на юге графства Тироль (ныне на севере Италии). При рождении получил имя Луиджи. Его Отец и одна из старших сестёр активно поддерживали Тирольское восстание в 1809 году во главе с Андреасом Гофером против оккупации своей родины французскими и баварскими войсками. Отец Алоиса был пленником в течение многих лет и вернулся домой только в 1814 году. Семья, потеряв значительную часть своего богатства, боролась за возможность дать хорошее образование и средства к существованию для Алоиса и его братьев и сестёр. Алоис Негрелли получил австрийскую стипендию и вместе со своими братьями пошёл в среднюю школу в Фельтре в 1812 году. Затем он учился в Падуе и Инсбруке в 1817 году. В 1819 году Негрелли поступил на австрийскую государственную службу, а в 1820 году получил инженерный диплом в Инсбруке.

### Гражданское строительство
Сначала он занимался разведкой, дорожным строительством и мерами по защите от наводнений в Тироле и Форарльберге, а с 1826 года на альпийском Рейне. В 1832 году швейцарский кантон Санкт-Галлен нанял его в качестве инженера по строительству дорог и гидротехнических сооружений. В 1836 году в Цюрихе он стал главным инженером коммерческих зданий, по его проекту там был построен Мюнстерский мост.

### Строительство железных дорог
Начиная с 1836 года Негрелли начал планировать первую железнодорожную линию в Швейцарии. Швейцарская Северная железная дорога из Цюриха в Баден (Швейцария) построена спустя десятилетие в 1846 году под его руководством. Примерно в это же время он был также назначен в различные правительственные комиссии, которые работают на другие кантоны. Во время поездки в Англию, Францию и Бельгию он, как и многие другие инженеры, изучили последние достижения в области строительства железных дорог, а затем опубликовал в своих работах идеи и адаптации этих технологий к горным районам, получив широкое внимание в отрасли. В 1837 году он выступал за создание железной дороги Инсбрук — Куфштайн в Тироле. Был сделан предварительный проект для неё, но использовали его позже.
В 1840 году Негрелли переехал в Вену и работал верховным инспектором в акционерном обществе (АО) «Северная железная дорога императора Фердинанда», названой по имени императора Австрии Фердинанда I. Его работами были железные дороги, различные железнодорожные соединения (в настоящее время принадлежащие Чешской Республике и Словакии). Он также работал в Саксонии, Вюртемберге и Швейцарии в качестве эксперта по строительству железных дорог. В 1848 году он был переведён в северную Италию, чтобы восстановить и расширить сеть железных дорог, разрушенную в восстании итальянских провинций. С 1856 года он занимал пост генерального инспектора Австрии по государственным железным дорогам в Вене.

### Каналообразующие проекты в Египте
С 1846 года Негрелли представлял Австрию в международном исследовательском обществе Суэцкого канала. В 1847 году он провёл на месте исследования и разработал проект без шлюза, который был рекомендован к исполнению в 1856 году. Соответственно, он был назначен генеральным инспектором по строительству канала в 1857 году. Год спустя ещё до начала строительства Негрелли умер и с тех пор француз Фердинанд Лессепс взял на себя руководство строительными работами и реализовал планы Негрелли. Роль Алоиса в планировании Суэцкого канала точно не может быть установлена, поскольку его проект не дошёл до нас. Конструкция канала была выполнена Лессепсом после проекта Негрелли.

## Память
- Бронзовая статуя перед Муниципальным офисом города Примьеро (Южный Тироль).
- Памятник в Dante Park в Тренто.
- Могильный памятник на Центральном кладбище в Вене.[5]

## Избранные произведения на немецком языке
- Gutachten über den Bau einer obenfahrbarn Brücke über die Limmat in Zürich, eines neuen Kornhauses und Hafens, 1834.
- Ausflug nach Frankreich, England und Belgien zur Beobachtung der dortigen Eisenbahnen, mit einem Anhange über Anwendung von Eisenbahnen in Gebirgsländern, L. Negrelli, Oberingenieur der Kaufmannschaft in Zürich, Frauenfeld, 1838.
- Die Eisenbahnen mit Anwendung der gewöhnlichen Dampfwägen als bewegende Kraft über Anhöhen und Wasserscheiden sind ausführbar. Ein auf Erfahrungen begründeter und praktisch dargestellter Vorschlag. Beck'sche Universitäts-Buchhandlung, Vienna, 1842.
- Über Gebirgseisenbahnen, Vienna, 1842.
- Die Münsterbrücke in Zürich, Vienna, 1844.
- Die gegenwärtigen Transport- und Kommunikationsmittel Egyptens, mit Beziehung auf die beantragte Durchstechung der Landenge von Suez, Alois Negrelli von Moldelbe, Vienna, 1856.